# Fox Lake (Illinois)
Fox Lake es una villa ubicada en el condado de Lake en el estado estadounidense de Illinois. En el Censo de 2010 tenía una población de 10 579 habitantes y una densidad poblacional de 411,05 personas por km².

## Geografía
Fox Lake se encuentra ubicada en las coordenadas 42°25′35″N 88°10′55″O / 42.42639, -88.18194. Según la Oficina del Censo de los Estados Unidos, Fox Lake tiene una superficie total de 25,74 km², de la cual 21.02 km² corresponden a tierra firme y (18,34%) 4,72 km² es agua.

## Demografía
Según el censo de 2010, había 10 579 personas residiendo en Fox Lake. La densidad de población era de 411,05 hab./km². De los 10 579 habitantes, Fox Lake estaba compuesto por el 92,82% blancos, el 0,97% eran afroamericanos, el 0,31% eran amerindios, el 0,95% eran asiáticos, el 0,02% eran isleños del Pacífico, el 2,82% eran de otras razas y el 2,11% pertenecían a dos o más razas. Del total de la población el 8,89% eran hispanos o latinos de cualquier raza.